# Khūk
Khūk (persiska: قِيام كَندی, خُوك, خوک, قيام كَندی, خوك) är en ort i Iran.   Den ligger i provinsen Västazarbaijan, i den nordvästra delen av landet, 700 km nordväst om huvudstaden Teheran. Khūk ligger 939 meter över havet och antalet invånare är 309.
Terrängen runt Khūk är platt åt nordost, men åt sydväst är den kuperad. Runt Khūk är det ganska glesbefolkat, med 39 invånare per kvadratkilometer. Närmaste större samhälle är Showţ, 4,8 km sydväst om Khūk. Trakten runt Khūk består i huvudsak av gräsmarker.